# راداشکویچی
راداشکویچی (به لاتین: Radashkovichy) یک منطقهٔ مسکونی در بلاروس است که در منطقه مینسک واقع شده‌است.